# León (Mexikó)
León (teljes nevén León de los Aldama) nagyváros Mexikó Guanajuato államának nyugati részén, az állam legnagyobb települése. 2010-ben lakossága meghaladta az 1,2 millió főt. Gazdasága ma már igen változatos, de régebben lakóinak jelentős része a bőriparral foglalkozott, ezért is nevezik a bőr és a cipő világfővárosának (Capital Mundial de la Piel y del Calzado) is.

## Földrajz

### Fekvése
León a Mexikói-fennsík és a Vulkáni-kereszthegység találkozásánál fekszik Mexikó középső részén, Guanajuato állam nyugati határának közelében. Maga a város közvetlenül a hegyek lábánál, a síkságon fekszik: tőle északra hegyek emelkednek, délre szintén síkság terül el. León északi utcái azonban már a hegyoldalakra kapaszkodnak fel. A csapadék egyenetlen eloszlása miatt állandó folyók vagy patakok a területen nincsenek, északon azonban felduzzasztották a később városképi jelentőségűvé vált Palote-víztározót.

### Éghajlat
A város éghajlata forró és átlagosan csapadékos. Minden hónapban mértek már legalább 30 °C-os hőséget, de az eddigi rekordmeleg csak 38,5 °C volt. A havi átlaghőmérsékletek a januári 15,4 és a májusi 23,5 fok között ingadoznak. Fagyok nagyon ritkán, de a téli hónapokban előfordulhatnak. Az évi kb. 650 mm csapadék időbeli eloszlása rendkívül egyenetlen: míg a téli és tavaszi hónapok során szárazság uralkodik, addig a júniustól szeptemberig tartó 4 hónapos időszakban hull az esők több mint 80%-a.
| Hónap                                   | Jan. | Feb. | Már. | Ápr. | Máj. | Jún. | Júl. | Aug. | Szep. | Okt. | Nov. | Dec. | Év   |
| --------------------------------------- | ---- | ---- | ---- | ---- | ---- | ---- | ---- | ---- | ----- | ---- | ---- | ---- | ---- |
| Rekord max. hőmérséklet (°C)            | 30,0 | 31,0 | 34,5 | 36,0 | 38,5 | 37,5 | 34,5 | 36,0 | 32,5  | 34,0 | 31,0 | 36,5 | 38,5 |
| Átlagos max. hőmérséklet (°C)           | 23,5 | 25,2 | 27,8 | 29,7 | 31,3 | 29,3 | 27,2 | 27,1 | 26,9  | 26,4 | 25,4 | 23,6 | 27,0 |
| Átlaghőmérséklet (°C)                   | 15,4 | 16,8 | 19,4 | 21,5 | 23,5 | 22,7 | 21,1 | 21,0 | 20,7  | 19,3 | 17,6 | 15,9 | 19,6 |
| Átlagos min. hőmérséklet (°C)           | 7,3  | 8,3  | 10,9 | 13,4 | 15,6 | 16,2 | 15,0 | 14,9 | 14,6  | 12,2 | 9,9  | 8,2  | 12,2 |
| Rekord min. hőmérséklet (°C)            | 0,0  | 1,0  | 0,0  | 6,0  | 8,5  | 7,0  | 7,0  | 8,5  | 5,0   | 4,0  | 2,0  | −2,5 | −2,5 |
| Átl. csapadékmennyiség (mm)             | 12   | 5    | 4    | 8    | 25   | 105  | 185  | 151  | 104   | 41   | 8    | 8    | 654  |
| Forrás: Servicio Meteorológico Nacional |      |      |      |      |      |      |      |      |       |      |      |      |      |

## Közlekedés
A város nem tartozik a legfontosabb országos közlekedési csomópontok közé, mindössze egy szövetségi főút halad át rajta, igaz, az Mexikó egyik legjelentősebb útja, a 45-ös, mely az ország belsejét az északi határon fekvő Ciudad Juárez-szel köti össze.
León nemzetközi repülőtere a Silao irányában található Guanajuato nemzetközi repülőtér (más néven Aeropuerto del Bajío), mely mintegy 20 km-re fekszik Leóntól délkeleti irányban.
A helyi tömegközlekedés a városban igen fejlett: a 2011-ben meghirdetett nemzetközi Fenntartható Közlekedés-díj odaítélése során bár a díjat nem nyerte meg, de elismerést kapott. Egész Latin-Amerikában León rendelkezik a harmadik legkiterjedtebb városi kerékpárút-hálózattal is.

## Népesség
A település népessége igen gyors ütemben növekszik:
| Év   | Lakosság  |
| ---- | --------- |
| 1990 | 758 279   |
| 1995 | 941 626   |
| 2000 | 1 020 818 |
| 2005 | 1 137 465 |
| 2010 | 1 238 962 |

## Története
Régészeti leletek bizonyítják, hogy a spanyolok megérkezése előtt teotihuacaniak telepedtek meg itt, az általuk hátrahagyott némely tárgyon tolték hatás is megfigyelhető. Később, 1530. február 2-án Nuño de Guzmán és taraszkó indián kísérői érkeztek meg a területre. A mezőgazdasági telepek létrehozása, ezáltal az állandó népesség letelepedése 1546-ban indult el, ez idő tájt a helyet Nuestra Señorának (Miasszonyunk) nevezték. A spanyol telepeseket azonban állandóan háborgatták a csicsimékek támadásai, ezért a lakók az alkirályság illetékes szerveihez fordultak, kérelmezve, hogy létrehozhassanak egy nagyobb és erősebb védelemmel rendelkező települést. Ennek köszönhetően 1575. december 12-én Martín Enríquez de Almanza alkirály elrendelte, hogy építsenek fel a völgyben egy León nevű várost, melyet, ha lakóinak száma eléri a 100-at, ciudad rangra emel, de ha csak az 50-et, akkor csak a villa rangot adományozza neki. Ennek megfelelően 1576. január 20-án Juan Bautista de Orozco meg is alapította Leónt.
1580-ban a várost alcaldía mayor rangra emelték, ennek köszönhetően az igazgatása alá tartozó területek jelentősen megnövekedtek, ez pedig megadta az alapot a következő évszázadok fejlődésének.
1810. október 4-én megérkezett a városba a Miguel Hidalgo y Costilla által megbízott José Rafael de Iriarte, hogy ezen a vidéken is elindítsa a felkelést, decemberben azonban a királypárti Félix Calleja csapatai álltak bosszút azokon a városlakókon, akik szimpatizáltak a függetlenségi eszmével. 1817-ben még mindig a spanyolhűek birtokában volt a város, ekkor Francisco Javier Mina felkelői kezdték meg az ostromot, de nem jártak sikerrel, 1821-ben pedig Agustín de Iturbide érkezett meg Leónba.
1833-ban egy kolerajárvány érte el a várost, 1888 nyarán pedig áradás pusztított Leónban hatalmas károkat okozva.
A forradalom során 1914. augusztus 1-jén Pascual Orozco csapatai vették be a várost nagy emberveszteség árán. 1915. január 29-én a villista Abel Serratos az állam fővárosát Guanajuatóból Leónba költöztette, de május 10-én Álvaro Obregón ismét Guanajuatót tette fővárossá.
1946. január 2-án ismét véres események helyszíne volt a város: a választásokat törvénytelennek tekintő tüntetők gyülekeztek a községi palota előtt, azonban a hatalom erői sortüzet zúdítottak rájuk. Később a teret a halottakra emlékezve Mártírok terének (Plaza de los Mártires) nevezték el.

## Turizmus, látnivalók

### Műemlékek

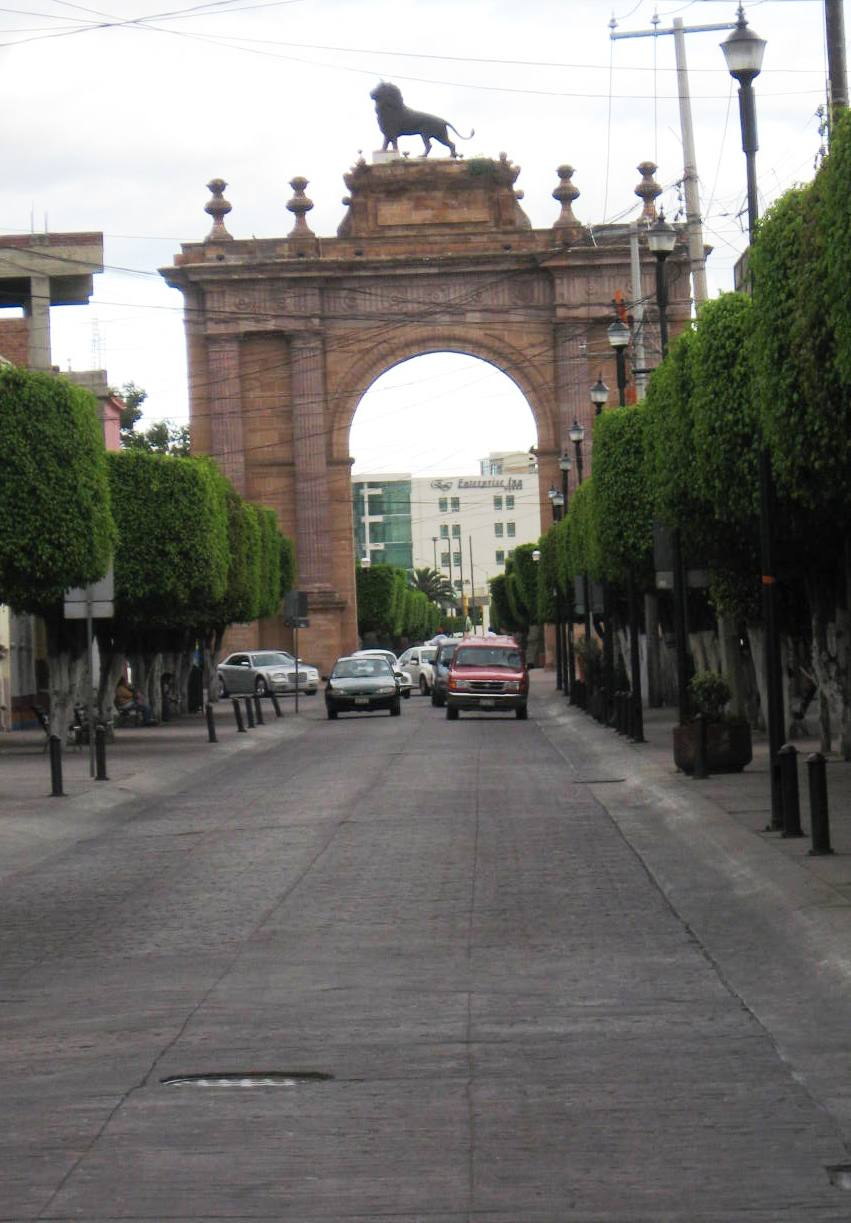
Az Arco de la Calzada, León jelképe

León egyik legismertebb építménye a város jelképének számító Arco de la Calzada nevű diadalív, egy oroszlánszoborral a tetején. A függetlenség emlékére emelt alkotás először 1883-ban készült el fából, majd 1886-ban felépítették a mai kőépítményt.
Főként a városközpontban még számos régi épület megmaradt, közülük kiemelendőek a Doblado Színház, a Catedral Basílica de la Madre de la Luz nevű székesegyház, a Casa de las Monas, a községi palota, a Guadalupei Szűz-szentély, a Nuestra Señora de los Ángeles-templom és a Templo Expiatorio nevű templom. León utcáit és tereit négy nevezetes szökőkút is díszíti: a Fuente de los Patos (Kacsák Szökőkútja), a Fuente Calzada Tepeyac, egy szökőkút a Jardín de Niños Héroes parkban és egy San Francisco de Coecillóban.

### Múzeumok
A Museo de la Ciudad (Városi Múzeum) főként kortárs művészek (köztük több helyi művész) alkotásait mutatja be, a Teatro Manuel Doblado színházban pedig vegyes művészeti kiállítás látható. Emellett a kultúrházban (Casa de la Cultura) is találhatunk egy szépművészeti gyűjteményt.

### Rendezvények
Minden év januárjában két hagyományos rendezvényt is tartanak a városban: 12-én (1876 óta) tartják a kis indiánok ünnepnapját (festividad de los inditos), amikor a gyerekeket indiánruhákba öltöztetik, 20-án pedig a város alapítására emlékeznek. A Virágvasárnap előtti péntekeken kerül sor az úgynevezett combate de las flores, azaz a virágok harca című rendezvényre, melynek során este 7 órától kezdve a főtéren és a Jardín de los Fundadores parkban zenészcsoportok gyűlnek össze és a közönség által kísért dalokat adnak elő, majd a résztvevők virágokat cserélnek egymással.

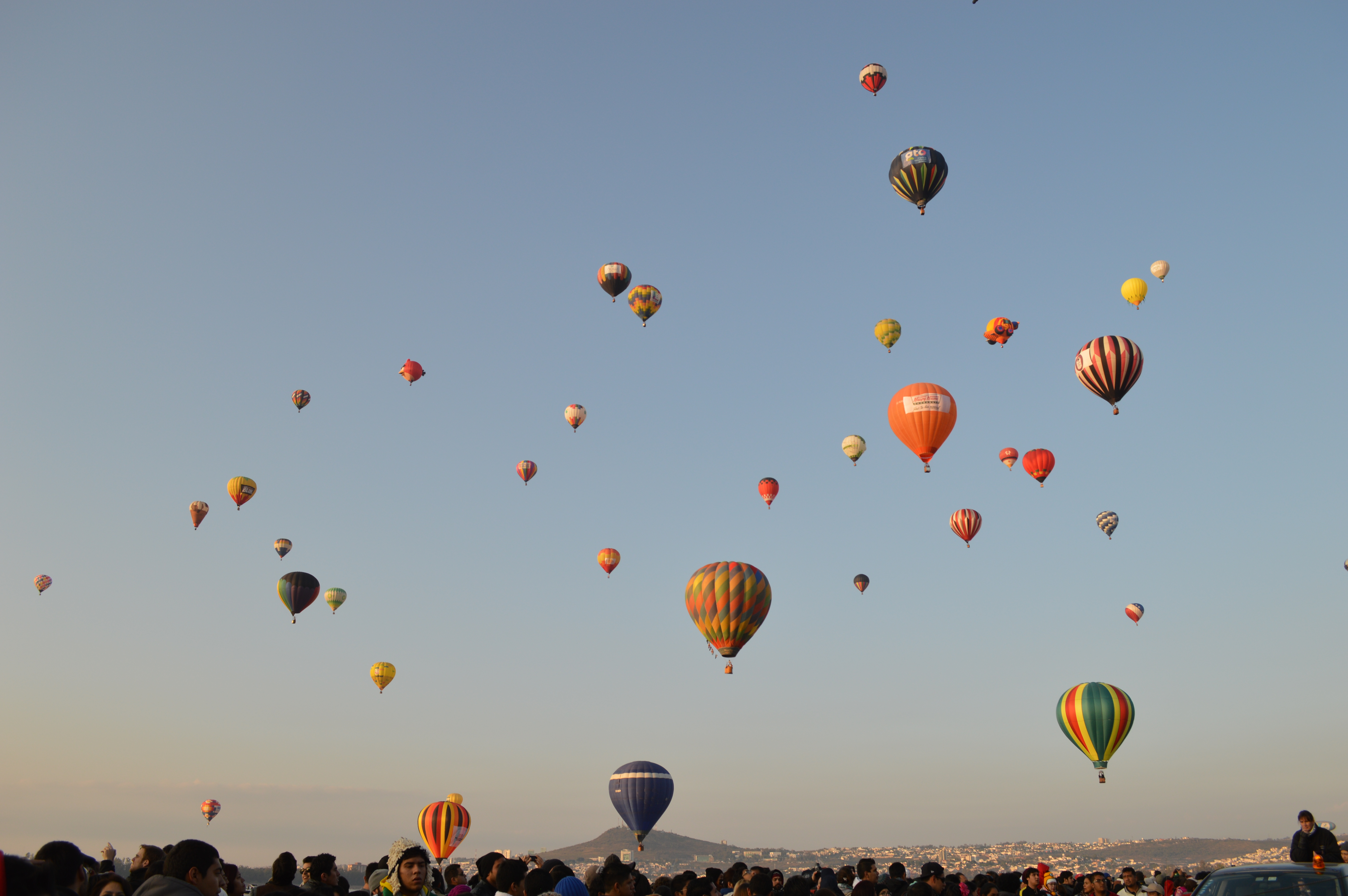
A hőlégballon-fesztivál

León egyik leghíresebb rendezvénye a novemberben tartott Nemzetközi Hőlégballon-fesztivál, azaz a Festival Internacional del Globo. Ezt annak emlékére rendezik meg, hogy 1842-ben a környékről származó Don Benito León Acosta y Rubí saját készítésű hőlégballonjával első mexikóiként a levegőbe emelkedett. Az első fesztiválra 2002-ben került sor, ekkor még csak 27 hőlégballon szállt fel, de azóta már minden évben több száz, és a látogatók száma is százezrekre tehető.

## Sport
A város nagy múltú és igen népszerű labdarúgócsapata a zöld–fehér Club León, mely 8-szoros mexikói bajnok és 5-szörös kupagyőztes. A csapat otthona az 1967. február 1-én felavatott Estadio León, melyet régebben Estadio Nou Campnak is neveztek. Itt rendezték az 1970-es és az 1986-os labdarúgó-világbajnokság több mérkőzését is. Nézőterének befogadóképessége: 27 000 néző.
2003 óta egy nemzetközi tenisztornának, a Torneo Internacional AGT nevű keménypályás versenynek is León ad otthont. Ez a torna az ATP Challenger Tour részét képezi.